# Farmacolita
La farmacolita es un mineral de la clase de los minerales fosfatos, un sinónimo poco usado es el de arsenicita. Fue descubierta en 1800 en una mina de la localidad de Wittichen en la Selva Negra, en el estado de Baden-Wurtemberg (Alemania), siendo nombrada así del griego φάρμακον, que significa droga o medicamento, en alusión a su contenido en el venenoso elemento arsénico.

## Características químicas
Es un arseniato hidroxilado e hidratado de calcio. Es el análogo con arsénico de la brushita (Ca(PO3OH)·2H2O) y el yeso (CaSO4·2H2O), con este último es isoestructural.
Se deshidrata rápidamente a 60 °C de temperatura, transformándose en el mineral haidingerita (Ca(AsO3OH)·H2O).

## Formación y yacimientos
Aparece como mineral secundario raro, que se forma en la zona de oxidación de los yacimientos de minerales del arsénico, puede aparecer en las minas con posterioridad a su excavación. Suele encontrarse asociado a otros minerales como: haidingerita, picrofarmacolita o hörnesita.
Ha sido reportada también en suelos ricos en calcita y yeso y acuíferos contaminados con arsénico.

## Usos
Es un mineral de manipulación potencialmente peligrosa por contener el venenoso arsénico. Debe ser manipulado con cuidado, evitando ingerirlo o inhalar el polvo al romperse, lavándose inmediatamente las manos tras tocarlo.